# Coco Gauff
Cori Dionne „Coco” Gauff (Atlanta, Georgia, 13. ožujka 2004.) američka je tenisačica. 
Njen najbolji rang u karijeri je drugo mjesto u pojedinačnoj konkurenciji i prvo mjesto u parovima prema Ženskoj teniskoj asocijaciji (WTA). Gauff je osvojila deset naslova u pojedinačnoj konkurenciji, uključujući dva velika Grand Slam turnira na US Openu 2023. i French Openu 2025., kao i WTA finale 2024. Također je osvojila devet naslova u parovima, uključujući French Open 2024.
Gauff je debitirala na WTA turneji u ožujku 2019. na Miami Openu 2019. u dobi od 15 godina. Dobila je pozivnicu za kvalifikacije za Wimbledon 2019., gdje je postala najmlađa igračica u povijesti turnira koja se kvalificirala za glavni žrijeb. Tamo je pobijedila Venus Williams i stigla do četvrtog kola. Gauff je osvojila svoj prvi WTA naslov u pojedinačnoj konkurenciji na Linz Openu 2019. godine. Do svog prvog velikog finala u ženskim parovima stigla je na US Openu 2021. godine, a do svog prvog velikog pojedinačnog finala na French Openu 2022. godine. Godine 2023. Gauff je osvojila svoj prvi WTA 1000 naslov na Cincinnati Openu i svoj prvi veliki pojedinačni naslov na US Openu 2023. godine, a sljedeće godine osvojila je i WTA finalni naslov.
Godine 2025. osvojila je svoj drugi veliki pojedinačni naslov na French Openu.